# Trichosalpingus pallipes
Trichosalpingus pallipes is een keversoort uit de familie Mycteridae. De wetenschappelijke naam van de soort is voor het eerst geldig gepubliceerd in 1895 door Lea.